# Stora Lesjön
Stora Lesjön är en sjö i Arvika kommun i Värmland och ingår i Göta älvs huvudavrinningsområde. Den är 14,5 meter djup, har en yta på 2,08 kvadratkilometer och befinner sig 71,1 meter över havet. Sjön, som har två öar; Utterön och Mörtnäsön, avvattnas av vattendraget Söljeälven. Huvudsakligt tillflöde är vattendraget Söppleälven.

## Delavrinningsområde
Stora Lesjön ingår i det delavrinningsområde (659970-132305) som SMHI kallar för Utloppet av Stora Lesjön. Medelhöjden är 132 meter över havet och ytan är 21,57 kvadratkilometer. Räknas de 3 avrinningsområdena uppströms in blir den ackumulerade arean 61,56 kvadratkilometer. Hällsjöälven som avvattnar avrinningsområdet har biflödesordning 3, vilket innebär att vattnet flödar genom totalt 3 vattendrag innan det når havet efter 250 kilometer. Avrinningsområdet består mestadels av skog (81 procent). Avrinningsområdet har 2,69 kvadratkilometer vattenytor vilket ger det en sjöprocent på 12,5 procent.